# Francesco Zantedeschi

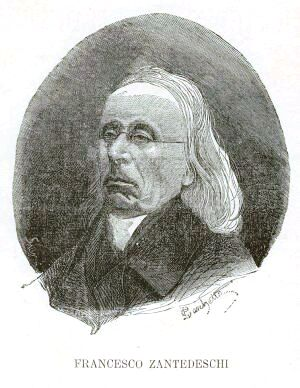
Francesco Zantedeschi

Francesco Zantedeschi (Dolcè, 20 augustus 1797 – Padua, 29 maart 1873) was een Italiaans priester en natuurkundige.

## Biografie
In het begin van zijn carrière was Zantedeschi een katholiek priester, maar al snel raakte hij meer geïnteresseerd in de natuurkunde. Na les te hebben gegeven op enkele scholen in Milaan, Brescia en Venetië werd hij benoemd tot professor natuurkunde en filosofie aan het Liceo van Venetië. Later accepteerde hij de leerstoel van natuurkunde aan de universiteit van Padua, een functie die hij bekleedde van 1849 tot 1853 toen hij noodgedwongen moest terugtreden omdat zijn ogen steeds slechter werd.
Zantedeschi was een ijverig werker en een productief schrijver. 325 geschriften van zijn hand bevinden zich in de Biblioteca Italiana and the Bibliothèque universelle de Genève.

## Wetenschappelijk werk
In 1829 en vervolgens in 1830 publiceerde Zantedeschi diverse documenten waarin hij beschrijft hoe elektrische stromen gemaakt kunnen worden in een gesloten circuit door het heen en weer laten bewegen van een permanente magneet. Hierdoor liep hij voorop op Michael Faraday die in 1831 hetzelfde aantoonde in zijn klassiek geworden experiment.
Ook dacht hij dat hij in 1838 een magnetische reactie van ultraviolet licht had waargenomen op stalen naalden. Hoewel dit effect niet bevestigd kon worden is het interessant te weten dat hij een relatie vermoedde tussen licht en magnetisme vele jaren voordat James Maxwell de elektromagnetische theorie van licht bekendmaakte.
In een verhandeling van 16 bladzijden, gepubliceerd in 1859, verdedigde Zantedeschi de beweringen van Gian Domenico Romagnosi dat die reeds in 1802 het magnetisch effect op een elektrische stroom had ontdekt, een ontdekking die gewoonlijk wordt toegewezen aan Hans Christian Ørsted in 1820. Zantedeschi's experimenten en beschrijvingen over de afstoting van vlammen in een sterk magnetisch veld (ontdekt in 1847 door Padre Bancalari) trok in die tijd algemene belangstelling aan.
In zijn latere jaren dicteerde Zantedeschi een autobiografie, die bewaard wordt in de archieven van de academie van Verona.

### Werken
- Ricerche sul termo-elettricismo dinamico (1838)
- Memoria sulle leggi fondamentali che governano l'elettro-magnetismo (1839)
- Le leggi del magnetismo nel filo congiuntivo percorso dalla corrente voltiana (1843)
- Trattato del Magnetismo e della Elettricità (1843) Trattato del magnetismo e della elettricità

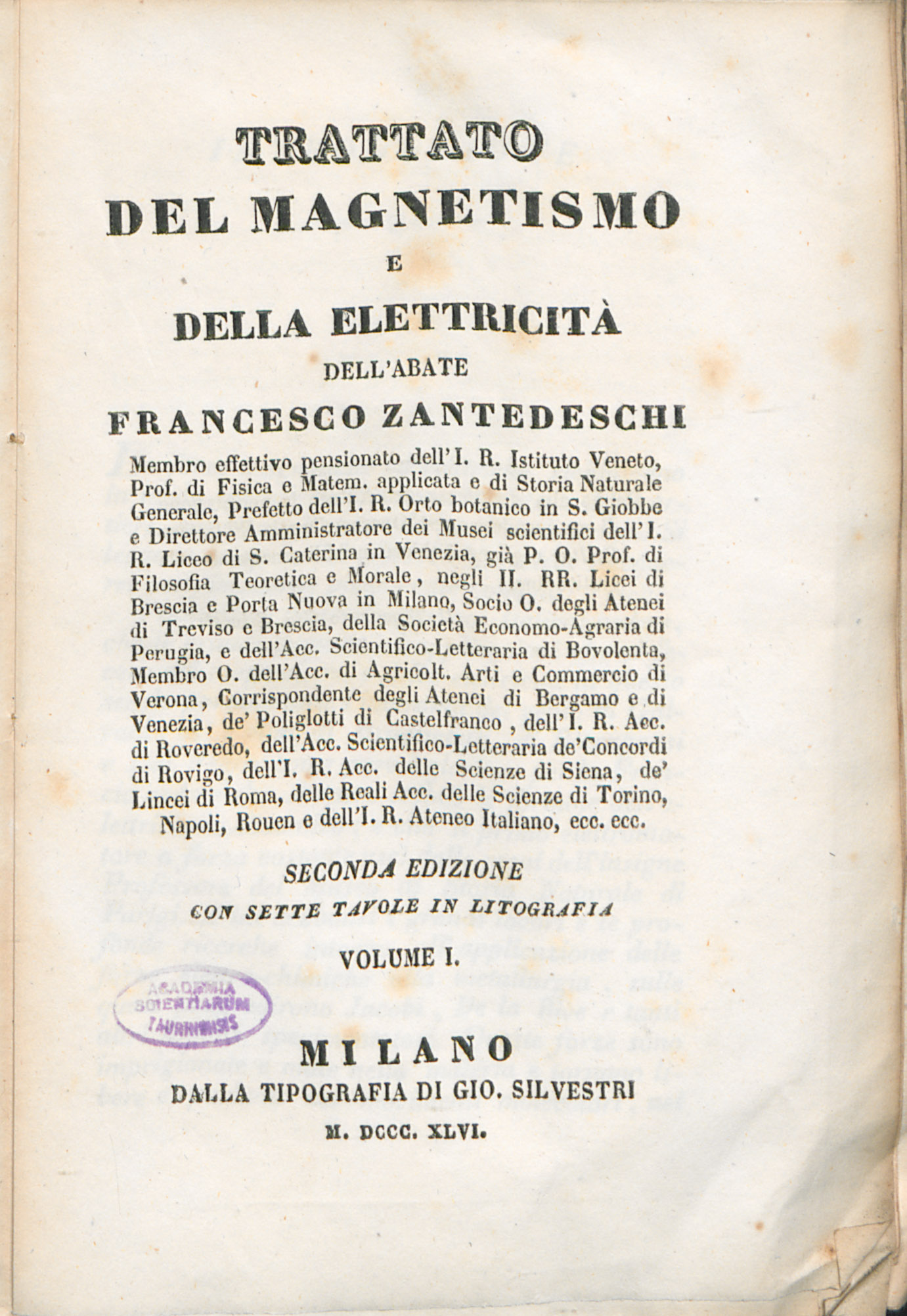
Trattato del magnetismo e della elettricità

- Trattato di fisica elementare (4 delen, 1843-1846)
- Trattato del calorico e della luce (1846)

- Biblioteca Nacional de España: XX1489257
- Bibliothèque nationale de France: cb106577972 (data)
- CiNii: DA01818482
- Gemeinsame Normdatei: 116965126
- International Standard Name Identifier: 0000 0000 6142 0253
- Library of Congress Control Number: nr92038553
- Nationale Bibliotheek van Tsjechië: mzk2007411528
- Istituto Centrale per il Catalogo Unico: VEAV000404
- SNAC: w6st9r8b
- Système universitaire de documentation: 196501547
- Virtual International Authority File: 39367823
- WorldCat: E39PBJqbjTQJVQ3KkpttFkyrv3